# Aromachologia
Aromachologia - dziedzina nauki zajmująca się badaniem wpływu zapachów na odczucia, nastroje i stany emocjonalne. Poszukuje odpowiedzi jak przez zapach można osiągnąć stan równowagi między psychiką a sferą somatyczną.